# Third Avenue Bridge (Minneapolis)
Die Third Avenue Bridge, ursprünglich St. Anthony Falls Bridge, ist ein Wahrzeichen der Innenstadt von Minneapolis im US-Bundesstaat Minnesota. Sie führt die Minnesota State Route 65 bei den oberen Stufen der Saint-Anthony-Fälle über den Mississippi River.
Die 667,6 m lange Bogenbrücke besteht aus fünf Bögen mit einer Spannweite von 64 m, zwei Bögen mit einer Spannweite von 41 Meter, sowie Vorbrücken an beiden Enden. Sie verbindet die Third Avenue im Zentrum von Minneapolis mit der Central Avenue auf der Nordseite des Flusses. Die S-förmige Streckenführung über den Mississippi soll Brüche im Kalkstein des Flussbettes vermeiden, welche unter der Last der Pfeiler hervorgerufen werden könnten.
Die Brücke wurde von Frederick W. Cappelen, Stadtingenieur von Minneapolis entworfen, der auch die Pläne für weitere ähnliche Brücken, wie z. B. für die Franklin Avenue Bridge erstellte. Der Bau begann 1917, die Freigabe für den Verkehr erfolgt ein Jahr später. Die Baukosten betrugen damals 690.000 US-Dollar.
Das Bauwerk wurde später modifiziert und 1979/1980 generalüberholt. Es gehört zu den Contributing Properties im Saint Anthony Falls Historic District.